# Wasyl Busłajewicz
Wasyl Busłajewicz – bohater ruskich bylin z cyklu nowogrodzkiego.
Urodził się jako jedyny syn Amelfy Timofiejewny i Busłaja. Wcześnie stracił ojca, zaś w wieku siedmiu lat został oddany przez matkę na naukę. Szybko zaczął prowadzić żywot hulaki i zabijaki. Sprowadził do domu matki miłośników mocnych trunków i darmowego jadła. Sformował w ten sposób dwudziestodziewięcioosobową drużynę, wraz z którą sterroryzował Nowogród Wielki, nieustannie wywołując w mieście zamieszki i zmuszając mieszkańców do płacenia haraczu.
Po pewnym czasie postanowił odkupić grzechy młodości i udał się na pielgrzymkę do Jerozolimy. W czasie wędrówki odwiedził Soroczyńską Górę, gdzie znieważył ludzką czaszkę, która przepowiedziała mu rychłą śmierć. W drodze powrotnej z Jerozolimy, gdzie spełnił bogobojny ślub, ponownie znieważył czaszkę na Soroczyńskiej Górze. Wkrótce potem zlekceważył ostrzegawczy napis wyryty w kamieniu i zabił się podczas zabawy.
Drużyna Wasyla powiadomiła Amelfę o śmierci syna. Ta obdarowała drużynę i rozeszła się ona po świecie.